# Qualche ragione per credere
Qualche ragione per credere è un saggio degli scrittori e giornalisti italiani Vittorio Messori e Michele Brambilla. Pubblicato nel 1997, è stato tradotto anche in francese (2001), tedesco (2001) e spagnolo (2000).

## Contenuto
Partendo dalla loro personale esperienza di riscoperta della fede in età matura, i giornalisti Michele Brambilla e Vittorio Messori si interrogano sulle ragioni del credere in Dio. Convinti che la fede richiede anche una buona dose di intelligenza e spirito critico, affrontano le grandi questioni ultime che gli uomini di tutti i tempi si sono sempre poste: a che serve credere? può essere Dio Uno e Trino allo stesso tempo? è la Chiesa una istituzione soprannaturale, sebbene composta da esseri umani con tutti i loro pregi e difetti? perché c'è il male nel mondo? in mezzo a tante scoperte scientifiche è possibile rintracciare la presenza di Dio?
Corredato di citazioni, aneddoti e brani tratti dal Vangelo, nel libro vengono presentati alcuni dei motivi per cui oggi l'uomo contemporaneo tende a considerare ardue l'esistenza e le esigenze di un Dio che, in segno di rispetto per la libertà umana, rimane spesso nell'ombra; ma una persona ragionevole -sostengono gli autori- capisce che il Dio che va cercando non è quello nebuloso e indifferente di certi filosofi bensì Gesù, ovvero il Messia nato e cresciuto in mezzo al popolo ebraico, che visse in un particolare momento storico. Consci che la fede è così il privilegio dei semplici e la ragione uno strumento prezioso nella ricerca di Dio, gli autori riconoscono la Chiesa cattolica "come patria, come casa dopo essere stati apolidi e senza fissa dimora".

## Edizioni
- Vittorio Messori con Michele Brambilla, Qualche ragione per credere, Arnoldo Mondadori Editore, 1997,  pp., ISBN 88-04-41785-4.
- Vittorio Messori con Michele Brambilla, Qualche ragione per credere, Ares, 2008,  p. 304, ISBN 88-8155-423-2.

- (ES)  Algunas Razones Para Creer, Editorial Planeta, 2000. ISBN 8408035363
- (FR)  La vérité a un nom et un visage, Editions Mame, 2001. ISBN 2-7289-0895-8
- (DE)  Der Gläubige hat recht, Sankt Ulrich Verlag, 2001. ISBN 3929246570